# Arbejdernes Fællesorganisations Brændselsforretning
Arbejdernes Fællesorganisations Brændselsforretning blev etableret 1916 under 1. verdenskrig som en dansk kooperativ virksomhed, der skulle forsyne danske arbejdere med kul. Den indgik i Kooperationen.
Under 1. verdenskrig udbrød der stor mangel på kul i Danmark på grund af engelsk blokade og tysk uindskrænket ubådskrig. Den driftige socialdemokratiske forretningsmand Karl Kiefer spillede en nøglerolle i oprettelsen af arbejdernes kulfirma i 1915, idet han forstod at udnytte den komplekse politiske og økonomiske konjunktur under 1. verdenskrig. Her indgik kulimporten i et storpolitisk spil i den danske regerings anstrengelser for at balancere mellem ententemagterne og Tyskland. Kiefer fik bl.a. gavn af sine forbindelser til ledelsen i det tyske socialdemokratiske parti. En anden kontakt var en af bagmændene bag den russiske revolution, dr.phil. Alexander Helphand, der tjener på kulhandelen til Danmark. At en del af fortjenesten på kullene går til revolutionen i Rusland skabte en del polemik i pressen. Men det blev dog overskygget af den succes, som AFB opnåede. Firmaet var både med til at sikre stabile leverancer af brændsel og blev samtidig det ledende kulfirma i landet. En del af overskuddet blev i 1919 anvendt til at stifte Arbejdernes Landsbank.
Efter krigen mistede virksomheden dog sin ledende status, fordi leverandørerne i det nu foramede Tyskland svigtede. Den økonomiske krise, der satte ind i 1929, smittede også af på Kiefer og Arbejdernes Brændselsforretning.
AFB ombyggede en voldsom gæld, som blev "tørret af" på Arbejdernes Landsbank. Banken fandt sig imidlertid ikke i længden i risikoen for at blive trukket med ned. Den fik repræsentanter i bestyrelsen for AFB, der blev rekonstrueret i 1925. I 1933 blev Alexander Fløtkjær direktør for Brændselsforretningen.
I 1941 kunne Brændselsforretningen endelig afvikle lånene til Arbejdernes Landsbank. Efter 2. verdenskrig fremstod brændselsforretningen så velkonsolideret, at den kunne købe det tidligere Københavns Brændselskompagni.
I efterkrigstiden gik danskerne over til andre brændselskilder, og AFB lukkede.